# Dispergierbarkeit
Die Dispergierbarkeit ist eine verarbeitungstechnische Eigenschaft von Pigmenten (und weiteren Rohstoffen). Sie sagt aus, wie leicht ein Pigment in das Lacksystem eingearbeitet werden kann.

## Theorie
Bei der Dispergierung von Pigmenten, die meist als grobe Partikel vorliegen, werden Scherkräfte aufgewendet, die diese zerteilen. Für eine gute Zerteilung der Agglomerate in Aggregate und Primärpartikel muss gleichzeitig eine gute Benetzung der Oberfläche gegeben sein, sowie eine gute Stabilisierung der erhaltenen (kleineren) Teilchen.
Eine gute Dispergierung der Pigmente führt zu einer stabilen Verteilung feiner Teilchen im Lack. Aufgrund der allgemeinen Eigenschaften von Pigmenten erhöht sich während des Dispergiervorgangs die Farbstärke des Pigments und der Glanzgrad des Systems steigt.
Die Dispergierbarkeit sagt aus, wie schnell der Vorgang der Dispergierung abläuft. Die Dispergierbarkeit eines Pigmentes ist eine Eigenschaft, die maßgeblich durch das Lacksystem beeinflusst wird. Maßgebliche Faktoren sind Art des Bindemittels, des Härters, der Lösemittel und nicht zuletzt der Netz- und Dispergiermittel, die für eine gute Benetzung bzw. Stabilisierung sorgen sollen.
Da die Dispergierbarkeit in direkter Korrelation zur Produktionszeit steht, ist die Dispergierbarkeit auch ein wichtiger Parameter für die Wirtschaftlichkeit von Pigmenten.

## Prüfung
Die Dispergierbarkeit ist eine abgeleitete Größe aus Messungen des Dispergiergrades. Dabei wird in der Regel die Zeit bis zur Erreichung eines gewissen Dispergiergrades festgehalten oder das Verhältnis aus zwei Messungen als Dispergierbarkeit definiert.

### Indirekte Prüfverfahren
Da es sich bei dem indirekten Verfahren um relativ schnelle und hinreichend genaue Methoden handelt, werden diese zumeist zur Bestimmung der Dispergierbarkeit herangezogen. Da es sich um Verfahren zur Messung von Lackeigenschaften handelt, können diese bei allen Lacksystemen, auch bei Pulverlacken herangezogen.

#### Farbstärkeentwicklung
Mit sinkender Teilchengröße steigt die Farbstärke von Pigmenten. Zur Bestimmung der Dispergierbarkeit werden Proben des Lackes oder Mahlgutes bei steigender Dispergierdauer genommen und Ausfärbungen hergestellt. Aus der Entwicklung der Farbstärke kann nun eine sog. Dispergierkurve aufgestellt werden, die gegen einen Grenzwert besitzt. Als Maß für die Dispergierbarkeit können nun folgende Werte ermittelt werden:
- Zeit bis zum Erreichen von 90 % des Grenzwertes
- Verhältnis der Farbstärken bei unterschiedlicher Dispergierzeit (Angabe in %)

#### Glanzentwicklung
Gröbere Teilchen verursachen eine Mattierung der Oberfläche der fertigen Beschichtung. Umgekehrt kann aus der Entwicklung des Glanzes auf die Dispergierung rückgeschlossen werden. Das Maß für die Dispergierbarkeit ist dann das Unterschreiten eines systemspezifischen Glanzgrades.
Mit dieser Methode kann auch die Dispergierbarkeit von farblosen Rohstoffen, z. B. Füllstoffen bestimmt werden.

### Direkte Prüfverfahren
Die direkten Prüfverfahren eignen sich weniger zur Prüfung der Dispergierbarkeit, da sie entweder zu aufwendig sind oder nicht ausreichend genau.

#### Teilchengrößenverteilung
Die Messung der Teilchengröße kann mit verschiedenen Verfahren wie z. B. Sedimentationsanalyse oder mikroskopischer Untersuchung durchgeführt werden. Für die Kontrolle der Dispergierung in Produktion und Labor sind diese Verfahren unüblich, da sie zu aufwendig sind. Für Pulverlacke sind sie sogar gänzlich ungeeignet.

#### Grindometer-Test
Der Grindometer-Test ist eines der am häufigsten verwendeten Verfahren zur Messung der Dispergierung. Im Wesentlichen wird dabei der Lack oder das Mahlgut auf eine keilförmige Vertiefung aufgebracht und das überstehende Material abgestrichen. Die Größe des größten noch sichtbaren Agglomerates wird mittels einer Skala bestimmt. Ein ausreichender Dispergiergrad wird durch eine Obergrenze für das größte Agglomerat festgelegt. Die Dispergierbarkeit kann zwar durch die Dauer bis zum Erreichen dieser Grenze festgelegt werden, dagegen spricht jedoch die Ungenauigkeit der Prüfung.

## Sonderfälle

### Pulverlacke
Pigmente in Pulverlacken werden im Gegensatz zu Flüssiglacken im Extruder dispergiert. In diesem ist keine einfache Verlängerung der Dispergierzeit möglich, so dass eine Bestimmung der Dispergierbarkeit nur über den Vergleich zwischen mehreren Extrusionsvorgängen möglich ist. Da dies sehr aufwendig ist, ist die Bestimmung der Dispergierbarkeit im Pulverlackbereich unüblich, obwohl sie aus genau demselben Grund eine sehr wichtige Eigenschaft von Pigmenten für Pulverlacke darstellt.

### Überdispergierung
Bei einigen Pigmenten (z. B. einige Azopigmente) führt eine zu starke Dispergierung oder eine zu hohe Temperatur zur partiellen Lösung des Pigmentes im umgebenden Medium. Sehr kleine Agglomerate werden vollständig gelöst und kristallisieren an gröbere Partikel an. Dabei handelt es sich um Aggregate und nicht um wiederauflösbare Flokkulate. Diese können nicht wieder durch weiteres Dispergieren zerkleinert werden. Da die Partikelgröße im Durchschnitt gestiegen ist, sinkt der Dispergiergrad irreversibel wieder ab. Dieser Effekt wird umgangssprachlich auch als Totmahlen bezeichnet. Bei der Prüfung der Dispergierbarkeit darf dieser Bereich unter keinen Umständen erreicht werden.